# Yaquina Head Light

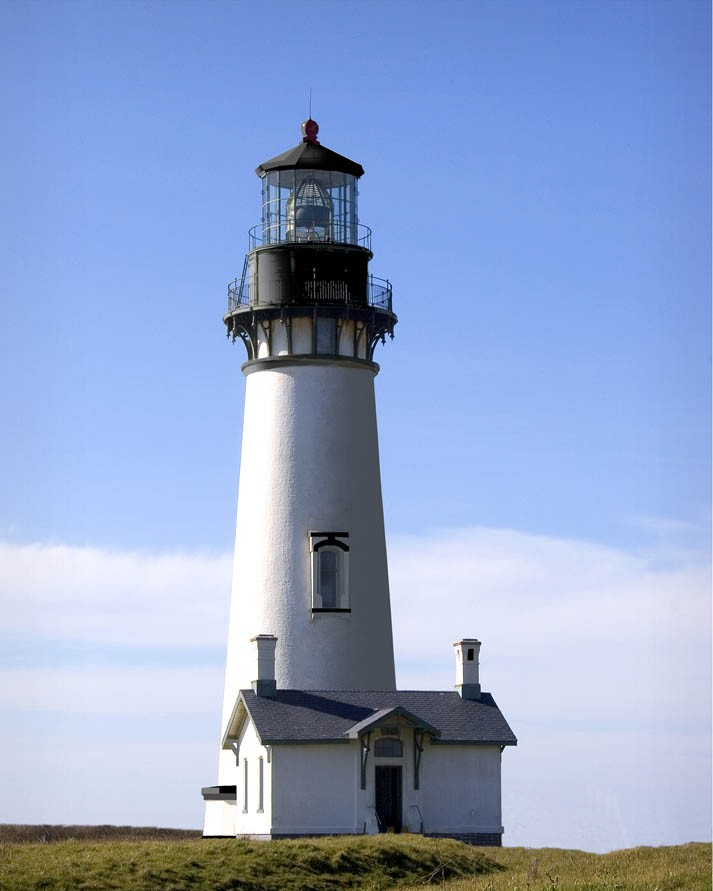
Lo Yaquina Head Light

Lo Yaquina Head Light, noto anche all'inizio della sua esistenza come Cape Foulweather Lighthouse, è un faro situato sulla costa dell'Oregon degli Stati Uniti. Si trova nella contea di Lincoln, nei pressi della foce del fiume Yaquina, vicino a Newport, a Yaquina Head.

## Descrizione
La torre misura 93 piedi (28 m) di altezza, ed è il faro più alto nell'Oregon. Il sistema di lenti di Fresnel del primo ordine è stato costruito in Francia nel 1868, trasbordato a New York e attraverso il Canale di Panama fino in Oregon. Fu acceso il 20 agosto 1873 e automatizzato nel 1966. Proietta una luce identificativa a intervalli regolari: due secondi di accensione, due di spegnimento, altri due secondi di accensione e 14 di spegnimento. 
Durante la Seconda guerra mondiale, 17 militari sono stati di stanza allo Yaquina Head Light per controllare che non si avvicinassero navi nemiche.
È stato una delle ambientazioni del film The Ring (2002) ma era già apparso in un film precedente, Hysterical (1983) e nella serie televisiva del 1977 The Nancy Drew Mysteries nell'episodio "Il mistero del Covo dei Pirati".
Oggi è possibile visitare l'interno del faro tutti i giorni della settimana eccetto il mercoledì, da mezzogiorno alle 15.00; i posti sono però limitati.